# Arisaka typ I
Arisaka typ I (I jako イタリア ~ Itálie) je japonská armádní opakovací puška.
Po útoku Japonska na Čínu, dostala Japonská císařská armáda přednost při produkci pušek, Japonské císařské námořnictvo ve snaze zajistit pro svoji potřebu zbraně se proto obrátilo na Italii se žádostí o výrobu pušek. Tyto zbraně konstrukčně vycházely z pušky Carcano z této zbraně bylo použito pouzdro závěru a závěr, nábojová schránka hledí a pažba byla stejná jako na pušce Arisaka typ 38. Puvodní objednávka byla uzavřena na 60 000 pušek a tento počet zbraní byl také Japonsku dodán. Výrobní čísla na některých zbraní naznačují, že jich mohlo být nakonec vyrobeno i 140 000. Některé byly ukořistěny na Kwajaleinu nebo Filipínách americkou armádou.